# Les Vautours (Monard)
Les Vautours sont une œuvre de l'artiste Louis de Monard. Créée en 1930, elle est située à Paris, en France.

## Description
L'œuvre est une sculpture monumentale en pierre de Volvic noire. Elle est composée d'un haut pilier parallélépipédique, sur lequel sont perchés quatre vautours.

## Localisation
L'œuvre est située au milieu du bassin du square des Batignolles, dans le 17e arrondissement de Paris.

## Artiste
Louis de Monard (1873-1939), peintre et sculpteur français.